# Ronaldo Wrobel

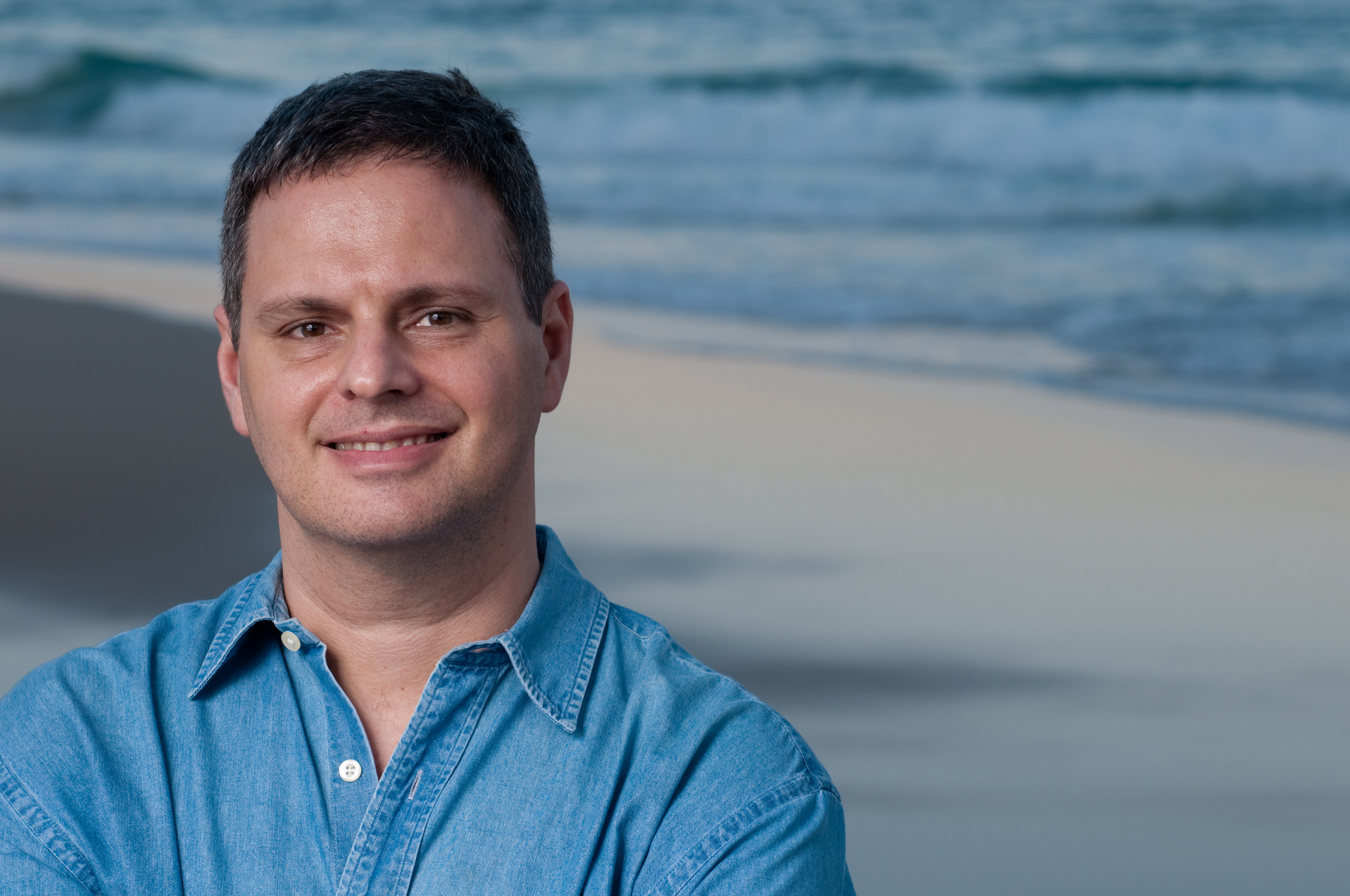
Ronaldo Wrobel (2010)

Ronaldo Wrobel (* 1968 in Rio de Janeiro) ist ein brasilianischer Autor.

## Leben
Die jüdischen Großeltern Wrobels wanderten in den 1920er Jahren von Osteuropa nach Brasilien aus. Wrobel studierte Rechtswissenschaften an der Pontifícia Universidade Católica do Rio de Janeiro und arbeitet als Schriftsteller, Journalist und Rechtsanwalt in Rio de Janeiro. Er ist Autor mehrerer Kurzgeschichtenbände und Kolumnist des jüdischen Magazins Menorah.

## Werke (Auswahl)
- Propósitos do Acaso. Romance. Nova Fronteira, Rio de Janeiro 1998
- A raiz quadrada e outras histórias. Bom Texto, Rio de Janeiro 2001
- Traduzindo Hannah. Record, Rio de Janeiro 2010
  - Hannahs Briefe. Aus dem brasilianischen Portugiesisch übersetzt von Nicolai von Schweder-Schreiner. Aufbau, Berlin 2013, ISBN 978-3-351-03524-2